# ニンテンドーDSブラウザー
ニンテンドーDSブラウザーは、任天堂とOpera Softwareが開発したモバイルウェブブラウザ。Opera SoftwareのウェブブラウザOperaをニンテンドーDS向けにカスタマイズした製品である。Operaのバージョンは8.5。後継はニンテンドーDSiブラウザー。
日本国内では2006年7月24日にインターネットで限定販売、10月からは一部店舗で店頭発売を開始した。
その後2014年にオンラインサービス終了に伴いサービス終了となった。

## 機能

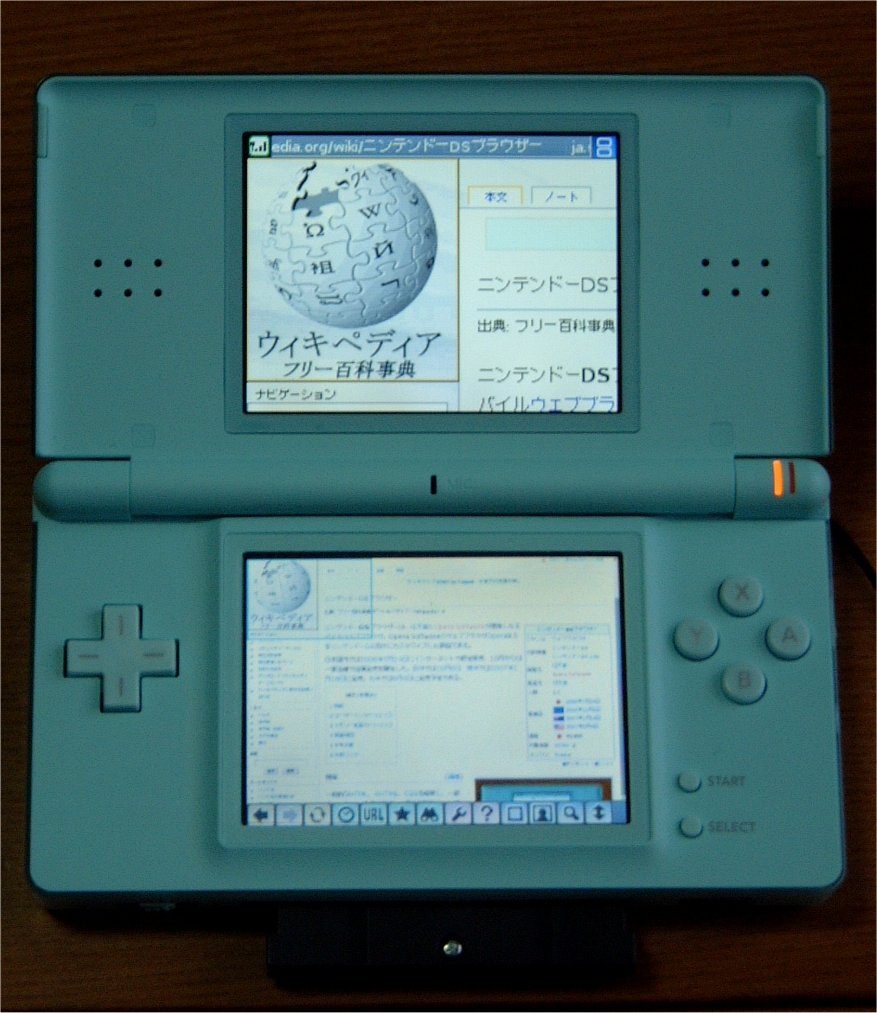
ニンテンドーDSブラウザー
写真はDS用をLiteで使用しているためにメモリー拡張カートリッジがはみ出す

一般的なHTML、XHTML、CSSを解釈し、一部のJavaScriptも実行可能。一部の記事でAjax対応と紹介されたことがあったが、狭義のAjaxで基幹技術とするXMLHttpRequestは実装されていない。ただ、これはWindows用のInternet Explorer 6でも実装されておらず（代替機能は実装されている）、この点のみでAjax非対応として良いかは議論の分かれるところである。
そのほか、JPEG、PNG、GIF画像の表示、TLS、cookieに対応する。ただし、電源を切るとcookieは失われる。動画や音声、FlashやPDF、Javaアプレットには対応していない。
日本で発売されている製品では、おおむねJIS第2水準までの漢字・記号とISO/IEC 8859-1+αの欧文文字が実装されており、日本語や主要な西ヨーロッパ言語のWebページを表示可能。また、UTF-8、UTF-16、国際化ドメイン名をサポートする。ただしUnicodeの場合は変換テーブルの都合上波ダッシュ（〜）やマイナス記号（−）などの一部の文字が表示されない可能性がある。
通信手段は、DS本体内蔵の無線LAN（IEEE 802.11）のみの対応となる。家庭や職場・学校などの無線LANや、任天堂の提供するニンテンドーWi-Fi USBコネクタやニンテンドーWi-Fiステーション、その他FREESPOTをはじめとする一般的な公衆無線インターネットサービスで利用可能。ただし、PPPoEを必要としたり、WPAを必要とするもの、認証トークンが必要なサービスなどは不可。『おいでよ どうぶつの森』などのニンテンドーWi-Fiコネクション対応ゲームソフトですでにDS本体の無線設定を済ませている場合は、その設定のまま通信可能である。
なお、無線規格上の最大スループットは2Mbpsだが、画像読み込みによる測定結果は約150kbpsとかなり低く、無線通信よりも処理能力がネックになっているものと考えられる。これは、パソコンと比較して、ニンテンドーDSがゲームに特化した設計となっており、結果としてこうした汎用アプリケーションに向かないことが一因である。また、メモリー拡張カートリッジを取付けるGBAカートリッジスロットのバス速度が内蔵メモリと比較して遅いことも挙げられる。
こうした制約により、総合的なパフォーマンスはかつて任天堂が64DDで提供したランドネットのブラウザ機能よりは優れるものの、他のゲーム機向け組み込みブラウザ（ドリームキャスト、PSPなど）や、各種携帯電話のフルブラウザと比較しても同等か、場合によってはかなり劣るとする向きもある。特に、入力予測機能やかな漢字変換などがやりづらいという声がでている。一方で、ニンテンドーDSの本体特性であるタッチパネルによる直感的な入力や操作により、使い勝手は他のものより若干上、とする評価もあり、意見は分かれる。
また、PSPと比べると、ページを読んでいてメモリ不足になることは少なくなっている。
このほか後年のSSL3の脆弱性（POODLE攻撃）発覚後にはGoogleやウィキペディアをはじめとする多くのウェブサイトにおいてSSL3が停止された影響で、PSPなどの古い機器内蔵ブラウザの類では閲覧できなくなるという事例が多発した。しかしニンテンドーDSブラウザーでは前述のようにTLSに対応しているため、引き続き閲覧が可能だった。ただし既定でSSL3が有効である点では脆弱であることに変わりはない（詳細はTLSを参照）ほか、搭載されたルート証明書が発売当時の古いものであることからSSL/TLSの必要なページでは安全性を確認できない旨の警告が出るケースが増えた。一方で、PSPと違って無線LANのセキュリティがWPAに対応していない（WEP止まりである）点でも脆弱だった。さらにMediaWikiが2020年1月のアップデートで新しいバージョンのTLSを使用するようになり、以降はウィキペディアも直接は閲覧できなくなった。
ゲーム機という性質上、若年層のユーザが多いことから、有害サイト閲覧防止などについても考慮されている。デジタルアーツ株式会社の提供するプロキシ型フィルタリングサービス「i-フィルター」（オプション、有料）と提携しており、これを使えば子供の有害サイト閲覧を防止できる。この機能のために、ブラウザにはプロキシ設定の変更にパスワードをかけられるようになっている。また、ブラウザの起動そのものにもパスワードをかけることも可能。

## ユーザーインターフェイス
基本的には通常の組み込み機器用Operaの機能を踏襲するが、2つの液晶とタッチパネルを持つ本体特性を生かし、一般的なOperaのSmall Screen Renderingモードにあたる縦長モードと、片方の画面にウェブページ全体のレイアウトを縮小表示し、もうひとつの画面で拡大表示する2画面モードが利用できる。縦長モードは画面に収めることが優先されるため、レイアウトや装飾はある程度犠牲となり、特殊なCSSも無効だが、2画面モードではパソコン用ウェブブラウザと比べても遜色ないレンダリング品質を誇る。
日本語入力方法として、ソフトウェアキーボードによるかな漢字変換（予測変換付きATOK）と、手書き文字認識 （Decuma）の二通り用意されている。また、URLの入力時には、「.com」「.co.jp」などよく使われる文字列をワンタッチで入力するショートカット機能がある（5個まで設定可能）。
その他、ブックマーク、履歴、ページ内検索、ズームなど一般的な機能をもつ。ただし、モバイル機器や携帯電話のブラウザでよくみられる、表示しているウェブページの内容を保存する、いわゆる「画面メモ」機能はもたない。また、ウェブページのテキストをコピー・ペーストすることもできない。タブブラウズ機能は無いが、縦長モード時に[L]+[R]ボタンを押したあとに、[A]ボタンを押すと、下画面のスクリーンキャプチャを上画面に表示したままにできる。この状態で下画面で別ページを参照することで、擬似的に2つのタブのような使い方ができる（Javascriptの技術があればタブブラウザのように出来る）。
設定メニューでは、画面表示、プロキシ、検索エンジン、ネットワークなどに関する設定が可能。
日本で発売されているものは、メニューなどのユーザーインターフェイスの言語は日本語のみとなっており、DS本体の言語設定を変更してもブラウザのUI言語は変わらない。ソフトウェアキーボードの配列については、日本語（JIS配列ではなく五十音順）のほかに、アルファベットについてはQWERTY配列、その他、北米および欧州で必要とされるアクセントつき文字など一通りの配列が揃っている。

## メモリー拡張カートリッジ

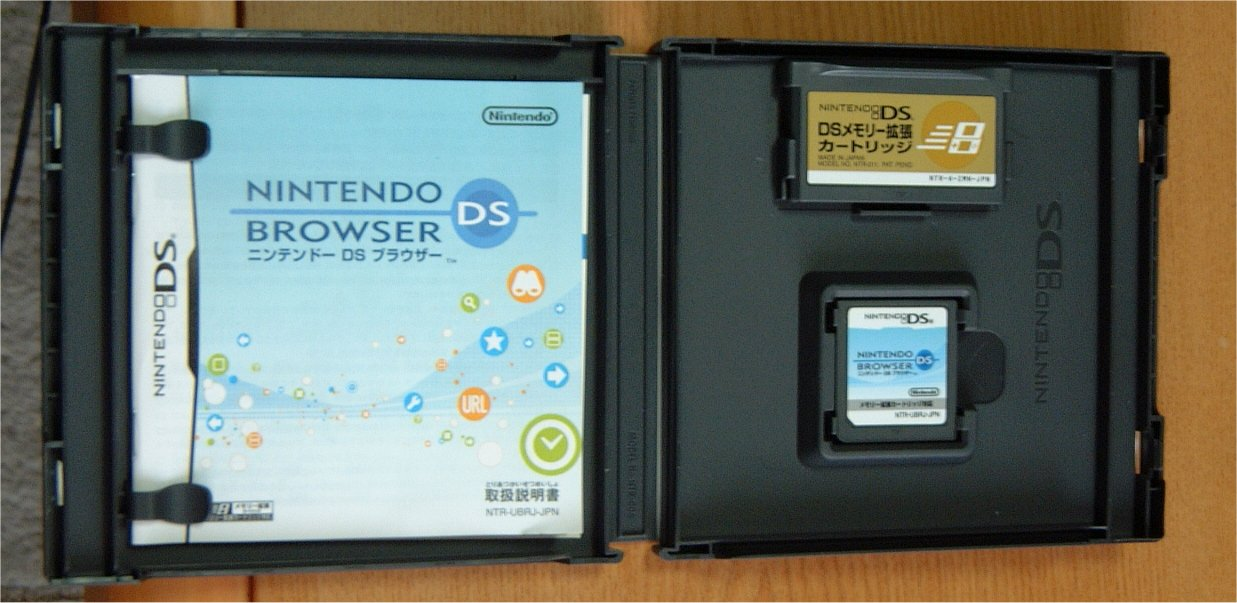
セット内容

ニンテンドーDSの本体搭載メモリ（4Mバイト）ではワークエリアが足りないため、GBAカートリッジスロットに装着する専用のメモリー拡張カートリッジが製品に同梱されている。
メモリー拡張カートリッジを差し込まず、本ソフトのカードのみを本体に装着して電源を入れても、警告が出て起動しない。また、メモリー拡張カートリッジから任意のソフトウェアを起動するといった利用方法もサポートされていない。メモリー拡張カートリッジの内容は電源を落とすと消去されるため、キャッシュや各種データなどを保存しておくこともできない（ブックマークなどはDS用カードに、Wi-Fi設定は本体に記録される）。
メモリー拡張カートリッジの容量は公表されていないが、Ziff Davisの運営するゲーム情報サイト1UP.comによれば、10MBとなっている。実際にメモリー拡張カートリッジを分解、解析したサイトによると、カートリッジに搭載されている拡張メモリは64Mbit(8MByte)のSRAMであるという。このカートリッジを利用するソフトは本ブラウザのみであり、他の対応ソフトはない。
メモリー拡張カートリッジにはニンテンドーDS用のNTR-011と、ニンテンドーDS Lite用のUSG-007がある。DS用のNTR-011は本体から1cmほどはみだすもののDS Liteにも装着できるが、USG-007は初代DSには装着できないという違いがある。また、ニンテンドーDSiではGBAカートリッジスロットが廃止されたためいずれも装着できず、本ソフトも起動できないため、ニンテンドーDSiブラウザーを使用する。

## ニンテンドーDSiブラウザー
2008年11月1日のニンテンドーDSi発売と同時にニンテンドーDSiショップで配信開始されたニンテンドーDSiウェア。料金は無料だが、本体内の保存メモリのうち85ブロックを使用する。
基本的な機能はニンテンドーDSブラウザーと同じ。DSi本体の機能強化により通信速度や描画速度が向上しているが、ズームが出来ない。その代わり、文字サイズが変更可能になり、縦長モードのレイアウトも携帯電話の様になった（携帯向けサイトで確認）。メモリー拡張カートリッジは必要としない（装着不可能）。最新バージョンは9.50（ビルド 446）。

## 批評
| 出典 | スコア            |
| ---- | ----------------- |
| IGN  | 10点満点中、3.5点 |

ニンテンドーDSブラウザーの評判は、当初から悪い傾向にあった。その多くは、レンダリングエンジンやマシンの処理能力が低いため、ウェブページのロードが遅く、貧弱なビデオやオーディオ再生機能の欠如が指摘された
。